# Gato Pérez
Javier Patricio Pérez Álvarez (Buenos Aires, 11 d'abril de 1951 - Caldes de Montbui, 18 d'octubre de 1990), conegut artísticament com a Gato Pérez, fou un músic d'origen argentí establert a Catalunya que destacà especialment en el gènere musical de la rumba catalana del qual és considerat un dels seus impulsors i creadors.

## Biografia
Va arribar a Barcelona l'any 1966 amb la seva mare per unir-se al pare que havia fet el viatge abans. Estudià al Col·legi Pare Manyanet i després a l'Institut Menéndez y Pelayo. Acabat el batxillerat s'establí durant un temps a Londres amb l'objectiu d'entrar a treballar en alguna discogràfica però no va tenir sort i va tornar a Barcelona.
A partir dels anys 70 la seva inquietud musical el porta a la formació, amb altres músics, de diferents bandes com Slo-Blo (country rock, el primer grup que va actuar a la Sala Zeleste de Barcelona) i Secta Sònica (jazz rock, procedent, en part, de l'anterior). Segons sembla, fou ell qui proposà donar l'etiqueta "so laietà" o "rock laietà" al moviment musical nascut al voltant de la sala Zeleste.

### El pas a la rumba catalana
Segons Manolo González Batista "El Patata" (nebot del Pescadilla), el Gato Pérez es va iniciar en la rumba catalana a Gràcia, concretament al bar Petxina de la plaça que actualment duu el nom de l'argentí, però que tradicionalment es coneixia com a carrer Torres. El Patata explica en una entrevista que el Gato freqüentava aquest bar (un establiment, desaparegut cap al 1981, per on passaven famosos com ara Olga Guillot, Rosa Morena, Curro Romero, Joe Frazier, Lola Flores o El Pescadilla) i que fou allà on descobrí la rumba catalana. Una nit de Sant Joan de 1977 o 1978, el Gato i el Patata s'hi conegueren mentre el primer estava escoltant, emocionat, una actuació del Chango, músic gracienc de la família de "Casa La Pura". Des d'aleshores, el Gato Pérez decidí d'aprofundir en aquest estil musical. Cap al 1977 comença a experimentar-hi i posteriorment llançarà els seus dos primers àlbums Carabruta i Romesco, als que en seguirà un altre de més comercial, Atalaya.

### Mort i homenatges
L'any 1981 Gato Pérez pateix un infart, comença a tenir greus problemes de salut i la fatiga produïda pels seus problemes cardíacs l'obliga a deixar l'alcohol. Treu al mercat dos àlbums més Prohibido maltratar a los gatos i Flaires de Barcelunya, aquest últim íntegrament en català. Els seus problemes de salut no l'abandonaran fins a la seva mort l'any 1990. Volgué ésser enterrat al Cementiri Nou de Sentmenat, que li agradà en una visita que hi feu.
El Gato té una petita plaça dedicada al barri barceloní de Gràcia, a la cruïlla dels carrers de Josep Torres i de Tagamanent. L'any 2002 es va presentar dins la secció oficial de la 47a Setmana Internacional de Cinema de Valladolid la pel·lícula El Gran Gato, un "musical documentat" en homenatge a Gato Pérez dirigit per Ventura Pons, amb qui Gato Pérez havia treballat component la banda sonora de la pel·lícula La rossa del bar (1986).

## Discografia
- ‘’Fred Pedralbes'’ (amb Secta Sònica), Edigsa. 1976
- ‘’Astroferia’’ (amb Secta Sònica), Edigsa, 1977
- Carabruta. K-Industria. 1978.
- Romesco. Cabra Disc. 1979.
- Atalaya. WM Spain. 1981.
- Prohibido maltratar a los gatos. Parlophone Spain. 1982.
- Flaires de Barcelunya. Parlophone Spain. 1982.
- Ke imbenten eyos. Parlophone Spain. 1984.
- Gato x Gato. Picap. 1986.
- Ten. Picap. 1987.
- Sabor de barrio. Emi / Odeon. 1991.
- Fenicia. K-Industria. 1996.

## Cançons més destacades
- Sabor de barrio.
- El ventilador.
- Rumba dels 60.
- La Rumba de Barcelona.
- Todos los gatos son pardos.
- Ja sóc aquí.
- La curva del Morrot.
- Gitanitos y morenos.